# Formiga legionària

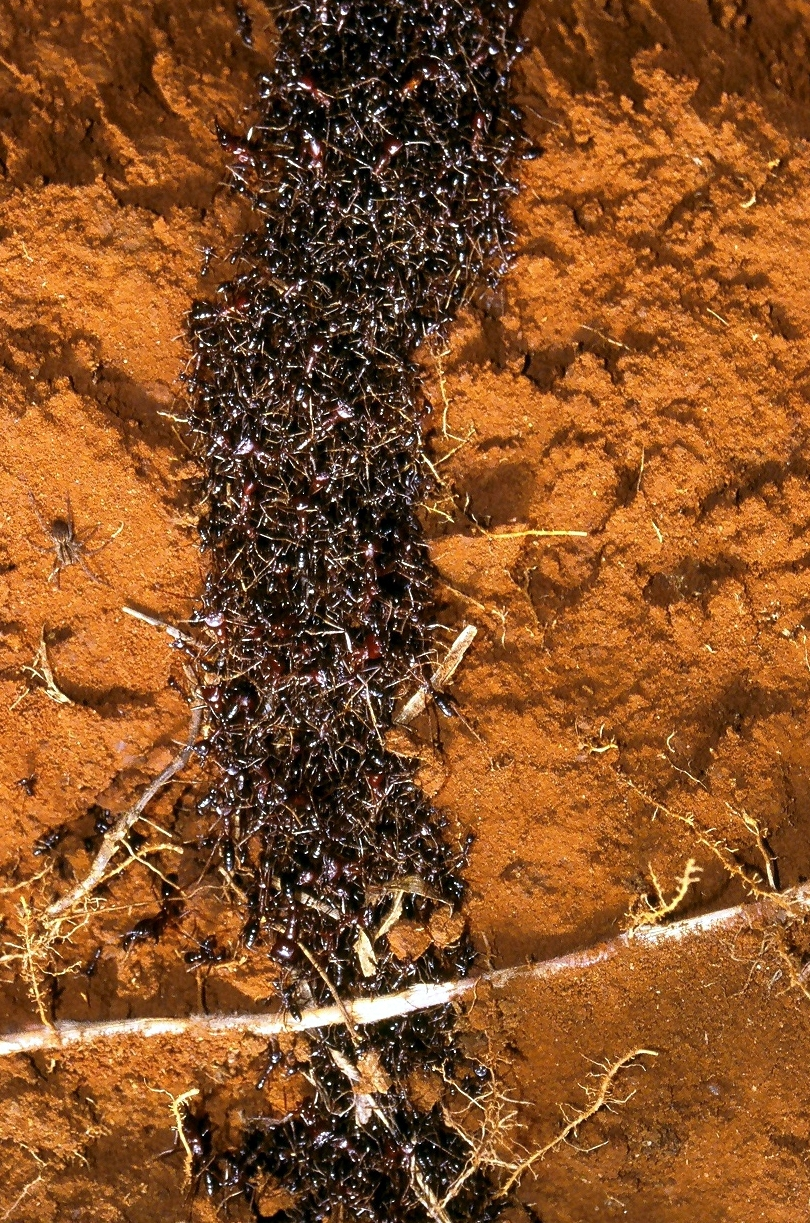
Razia de formigues africanes del gènere Dorylus, conegudes pels masai com siafu.

El terme formiga guerrera, formiga legionària o marabunta s'aplica a més de 200 espècies de formigues de diferents subfamílies i gèneres, que es caracteritzen pel seu agressiu comportament depredador, el seu caràcter nòmada i les seves incursions o «ràtzies» en les quals un enorme nombre de formigues (de 100 000 a 2 000 000 d'obreres adultes en columnes de fins a 20 m d'ample i 200 m de llarg) s'endinsen en una àrea, atacant a les seves preses en massa.
Un altre tret que comparteixen és que, a diferència de la major part d'espècies de formigues, aquests «exèrcits» no construeixen formiguers permanents, i una colònia de formigues guerreres es mou gairebé sense parar durant la seva existència. Totes les espècies són membres de la família Formicidae, però fins a dates recents es creia que diversos grups havien desenvolupat de forma independent la mateixa síndrome ecològica i de comportament bàsic. Aquesta síndrome es coneix sovint com a «comportament legionari» i pot ser un exemple d'evolució convergent.

## Circumscripció
Històricament, «formiga guerrera» es referia, en sentit ampli, a diversos membres de 5 subfamílies de formigues diferents: en dos d'aquests casos, Myrmicinae i Ponerinae, només s'ha evidenciat el comportament legionari en algunes espècies i gèneres; en les altres tres subfamílies, Dorylinae, Ecitoninae i Leptanillinae, totes les espècies constituents són legionàries. Classificacions més recents de les formigues inclouen ara una nova subfamília addicional, Leptanilloidinae, que també consisteix en espècies legionàries estrictes, per la qual cosa actualment també s'inclou en aquesta denominació.
Un estudi realitzat per Sean Brady, de la Universitat Cornell en 2003 sobre trenta espècies, indica que les formigues dels gèneres Dorylus i Eciton formen un grup monofilètic: tots els indicadors genètics idèntics compartits suggereixen un ancestre comú. Brady va concloure que aquests dos grups són per tant un únic llinatge que va evolucionar a mitjans del Cretaci a Gondwana, i des de llavors les dues subfamílies s'uneixen en una única subfamília, Ecitoninae, encara que no existeix un consens total a tot el món.
En conseqüència, les formigues guerreres actualment reconegudes consisteixen en els gèneres següents:
Subfamília Ecitoninae:
- Aenictus
- Cheliomyrmex
- Dorylus (formiga siafu)
- Eciton
- Labidus
- Neivamyrmex
- Nomamyrmex

Subfamília Leptanillinae:
- Anomalomyrma
- Leptanilla
- Phaulomyrma
- Protanilla
- Yavnella

Subfamília Leptanilloidinae:
- Asphinctanilloides
- Leptanilloides

Subfamília Myrmicinae:
- Pheidolegeton

Subfamília Ponerinae:
- Leptogenys (algunes espècies)
- Onychomyrmex
- Simopelta

## Fase nòmada i estacionària
Les formigues guerreres tenen dues fases d'activitat: una fase nòmada (errant) i una fase estacionària (sedentària).
Durant la fase nòmada les formigues es mouen durant el dia, capturant insectes, aranyes i petits vertebrats. En fosquejar formen el seu niu, que canvien gairebé diàriament. Algunes espècies protegeixen les seves rutes amb soldats. Durant la caça són acompanyats per diverses aus, com a formiguers, tords i troglodítids, que devoren els insectes que fugen al pas de les formigues. Entre les formigues guerreres també hi ha espècies que només surten de nit, encara que no hi ha estudis en profunditat de les seves activitats. De les espècies que són actives durant el dia, Eciton burchelli i Eciton hamatum són les més estudiades.
La fase estacionària, que dura aproximadament de dues a tres setmanes, comença quan les larves passen a l'estat de pupa. Des d'aquest moment, les preses amb què s'alimentava les larves ara s'utilitzen exclusivament per alimentar a la reina. El gáster (abdomen) de la reina s'infla considerablement i pon els ous. Al final de fase estacionària, l'eclosió de les pupes coincideix amb l'aparició de les formigues d'obreres dels seus capolls. Després, les formigues reprenen la fase nòmada.

## Nius
Les formigues guerreres no construeixen un niu com la majoria de les altres espècies de formigues. En el seu lloc construeixen un niu vivent amb els seus cossos, conegut com a vivac. Els vivacs solen situar-se en troncs d'arbres o en caus excavats per les formigues, i els formen unint les seves potes unes a unes altres i així creant una espècie de bola, que pot semblar no estructurada als ulls d'un profà, però que és en realitat una estructura ben construïda. Les obreres de més edat se situen en l'exterior, deixant l'interior per les més joves. Davant una mínima pertorbació, les formigues soldat es reuneixen en la part superior del campament, disposades a defensar el niu amb les seves potents mandíbules i (en el cas de Aenictus i Ecitoninae) agullons. L'interior del niu està ple de nombrosos passatges i conté moltes càmeres amb els aliments, la reina, les larves i els ous.

## Alimentació i incursions
Les formigues legionàries poden consumir fins a 100 000 animals cada dia, per la qual cosa poden tenir una influència significativa en la població, diversitat i comportament de les seves preses. La selecció de preses varia depenent de les espècies. Les espècies subterrànies cacen principalment artròpodes que viuen sota terra i les seves larves, cucs i, esporàdicament, petits vertebrats, ous de tortuga o llavors olioses. La majoria de les espècies, els «lladres» de la colònia s'especialitzen en les cries de vespes i d'altres formigues. Només unes poques espècies semblen tenir l'ampli espectre de preses s'aprecia en les espècies que realitzen incursions. A pesar que mataran als petits vertebrats que quedin atrapats en l'atac, les mandíbules del gènere Eciton nord-americà no estan adaptades a aquest tipus de presa, en contrast amb la formiga siafu o Dorylus africà. Aquestes preses no desitjades simplement es deixen enrere i són consumides per carronyers o per les mosques que acompanyen l'eixam de formigues. Només unes poques espècies cacen fonamentalment en la superfície del terra; busquen les seves preses sobretot entre la fullaraca i la vegetació baixa. Hi ha unes cinc espècies que cacen en els arbres més alts, en els quals poden atacar a les aus i als seus ous, encara que se centren en la caça d'altres insectes socials, juntament amb els seus ous i larves.
En les seves incursions, les formigues guerreres segueixen dos patrons: la incursió en columna i els atacs d'eixam. Eciton hamatum és un exemple típic d'invasor en columna; membres de l'eixam se separen als costats de la ruta principal i formen petits grups de cerca, amb una formació similar a un arbre amb les seves branques. Els camins secundaris individuals poden estar molt separats l'un de l'altre. Les formigues guerreres tropicals, com Eciton burchelli, opten per l'atac d'eixam; inicialment també tenen una ruta principal, per després separar-se en múltiples branques en una formació similar a un paraigua, però els seus camins secundaris estan molt junts i poden creuar-se moltes vegades, de manera que els equips individuals cobreixen de forma efectiva una gran àrea. D'aquesta forma la columna pot obrir-se en ventall abastant un ample de fins a 20 metres.

## Ecitoninae

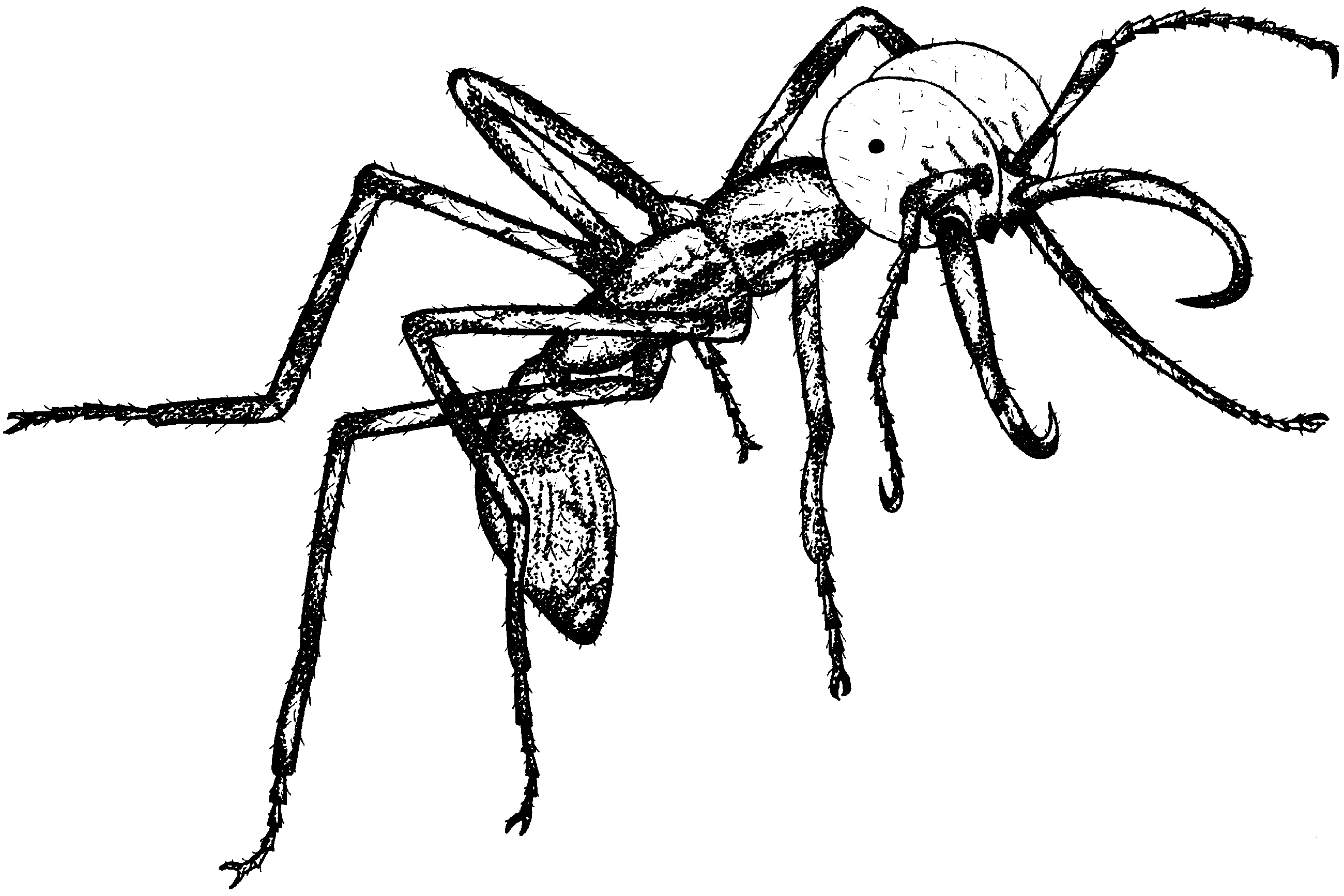
Formiga Soldat del Nou Món, Eciton burchelli.

La majoria de les formigues legionàries del Nou Món pertanyen a la subfamília Ecitoninae. Aquesta subfamília se subdivideix en dos grups, les tribus Cheliomyrmecini i Ecitonini; la primera conté només el gènere Cheliomyrmex, i la segona conté quatre gèneres, Neivamyrmex, Nomamyrmex, Labidus i Eciton, el gènere que dona nom al grup. El gènere Neivamyrmex és el major de tots els gèneres de formigues guerreres, amb unes 120 espècies, totes als Estats Units. L'espècie predominant de Eciton és I. burchellii, el nom comú del qual és «formiga guerrera» i que és considerada com l'espècie tipus.
Les formigues guerreres del Vell Món es divideixen entre dues tribus Aenictini i Dorylini. La tribu Aenictini es compon d'un sol gènere, Aenictus, que conté més de 50 espècies de formigues guerreres. La tribu Dorylini conté les formigues més agressives del gènere Dorylus. Es coneixen unes 60 espècies.
Històricament es creia que els llinatges Ecitoninae del Nou i del Vell Món havien evolucionat de forma independent, un exemple d'evolució convergent, però una anàlisi genètica realitzada per Brady en 2003 suggereix que totes elles van evolucionar d'un ancestre comú que va viure fa aproximadament 100 milions d'anys, quan els continents d'Àfrica i Amèrica es van separar. La taxonomia de les formigues guerreres està en constant canvi, i l'anàlisi genètica seguirà proporcionant més informació sobre la relació entre les diferents espècies.